# 1. deild kvinnur (1992)
W roku 1992 odbyła się 8. edycja 1. deild kvinnur – pierwszej ligi piłki nożnej kobiet na Wyspach Owczych. W rozgrywkach wzięło udział 8 klubów z całego archipelagu. Tytułu mistrzowskiego broniła drużyna ÍF Fuglafjørður, jednak przejął go od niej klub Skála ÍF, zdobywając go po raz drugi w swojej historii.

## Uczestnicy
| Uczestnicy 1. deild kvinnur 1991                                                                              | Uczestnicy 1. deild kvinnur 1991 | Uczestnicy 1. deild kvinnur 1991 | Uczestnicy 1. deild kvinnur 1991 |
| --- | -------------------------------- | -------------------------------- | -------------------------------- |
| ÍF | ÍF Fuglafjørður                  | 1                                |                                  |
| KÍ | KÍ Klaksvík                      | 2                                |                                  |
| HB | HB Tórshavn                      | 3                                |                                  |
| Skála | Skála ÍF                         | 4                                |                                  |
| B36 | B36 Tórshavn                     | 5                                |                                  |
| EB | EB Eiði                          | 6                                |                                  |
| VB | VB Vágur                         | 7                                |                                  |
| Awans z 2. deild kvinnur 1991                                                                                 |                                  |                                  |                                  |
| SÍS | SÍ Sumba                         |                                  |                                  |
| Oznaczenia: - kolumna pierwsza – skróty nazw drużyn, - kolumna trzecia – miejsce zajęte w poprzednim sezonie. |                                  |                                  |                                  |

## Rozgrywki

### Tabela ligowa
| Lp. | Drużyna             | M  | Z  | R | P  | Bramki | Bramki | Różn. | Pkt | Uwagi              |
| --- | ------------------- | -- | -- | - | -- | ------ | ------ | ----- | --- | ------------------ |
| 1   | Skála ÍF (M)        | 14 | 10 | 2 | 2  | 33     | 9      | +24   | 22  |                    |
| 2   | KÍ Klaksvík         | 14 | 9  | 3 | 2  | 38     | 19     | +19   | 21  |                    |
| 3   | VB Vágur            | 14 | 9  | 2 | 3  | 28     | 9      | +19   | 20  |                    |
| 4   | B36 Tórshavn        | 14 | 6  | 4 | 4  | 26     | 23     | +3    | 16  |                    |
| 5   | EB Eiði             | 14 | 4  | 2 | 8  | 9      | 21     | −12   | 10  |                    |
| 6   | SÍ Sumba            | 14 | 4  | 1 | 9  | 9      | 29     | −20   | 9   |                    |
| 7   | HB Tórshavn         | 14 | 3  | 2 | 9  | 9      | 30     | −21   | 8   |                    |
| 8   | ÍF Fuglafjørður (S) | 14 | 2  | 2 | 10 | 15     | 27     | −12   | 6   | Spadek do 2. deild |

### Wyniki spotkań
| Gospodarz \ Gość | B36 | EB  | HB  | ÍF  | KÍ  | SÍS | Skála | VB  |
| B36 Tórshavn     |     | 2:1 | 1:1 | 0:5 | 4:1 | 3:0 | 0:1   | 1:1 |
| EB Eiði          | 1:1 |     | 2:0 | 1:0 | 0:3 | 0:2 | 0:1   | 0:0 |
| HB Tórshavn      | 0:2 | 2:1 |     | 0:1 | 0:4 | 1:0 | 0:5   | 0:1 |
| ÍF Fuglafjørður  | 2:5 | 1:2 | 1:2 |     | 0:3 | 0:1 | 0:0   | 2:3 |
| KÍ Klaksvík      | 3:3 | 2:0 | 2:2 | 2:2 |     | 3:0 | 4:3   | 1:0 |
| SÍ Sumba         | 1:3 | 0:1 | 1:0 | 3:0 | 0:8 |     | 0:0   | 0:5 |
| Skála ÍF         | 2:1 | 4:0 | 7:0 | 2:1 | 4:0 | 2:1 |       | 0:1 |
| VB Vágur         | 4:0 | 3:0 | 2:1 | 3:0 | 1:2 | 3:0 | 1:2   |     |

Aktualne na 22 kwietnia 2015. Źródło: FaroeSoccer.com
Objaśnienia:
1Drużyna gospodarzy jest wymieniona po lewej stronie tabeli.
Kolory: zielony – zwycięstwo gospodarzy, żółty – remis, różowy – zwycięstwo gości.

## Najlepsi strzelcy
| Bramki | Strzelcy           | Drużyna         |
| ------ | ------------------ | --------------- |
| 18     | Malan Klakkstein   | KÍ Klaksvík     |
| 14     | Mary Krosslá       | VB Vágur        |
| 12     | Sóley Mikkelsen    | Skála ÍF        |
| 7      | Jóhanna á Bergi    | B36 Tórshavn    |
| 7      | Sólvá Hansen       | Skála ÍF        |
| 6      | Ingun Hansen       | Skála ÍF        |
| 6      | Judith E. Joensen  | B36 Tórshavn    |
| 6      | Marjun Klakkstein  | KÍ Klaksvík     |
| 5      | Sólvá Eystberg     | KÍ Klaksvík     |
| 5      | Linda Zachariassen | ÍF Fuglafjørður |
| 4      | 4 zawodniczki      | 4 zawodniczki   |
| 3      | 2 zawodniczki      | 2 zawodniczki   |
| 2      | 13 zawodniczek     | 13 zawodniczek  |
| 1      | 30 zawodniczek     | 30 zawodniczek  |
| sam.   | 3 zawodniczki      | 3 zawodniczki   |